# The Adventuress
Pour plus de détails, voir Fiche technique et Distribution.
The Adventuress est un film muet américain réalisé par Tom Ricketts et sorti en 1910.

## Fiche technique
- Titre : The Adventuress
- Réalisation : Tom Ricketts
- Scénario :
- Photographie :
- Montage :
- Producteur :
- Société de production : The Essanay Film Manufacturing Company
- Société de distribution : The Essanay Film Manufacturing Company
- Pays de production :  États-Unis
- Langue : film muet avec les intertitres en anglais
- Format : Noir et blanc — 35 mm — 1,33:1 — Muet
- Genre : Film dramatique
- Durée : 5 minutes 30
- Date de sortie : 
  - États-Unis : 5 janvier 1910

## Distribution
- Adrienne Kroell : l'aventurière
- J.H. Gilmour